# کارمند ماه (فیلم ۲۰۰۴)
کارمند ماه (به انگلیسی: Employee of the Month) فیلمی محصول سال ۲۰۰۴ و به کارگردانی میچ رائوز است. در این فیلم بازیگرانی همچون مت دیلون، کریستینا اپل‌گیت، استیو زان، آندره‌آ بندوالد، دیو فولی، جینا فیشر، فیونا گوبلمن و پیتر جیسون ایفای نقش کرده‌اند.